# Mat (szachy)

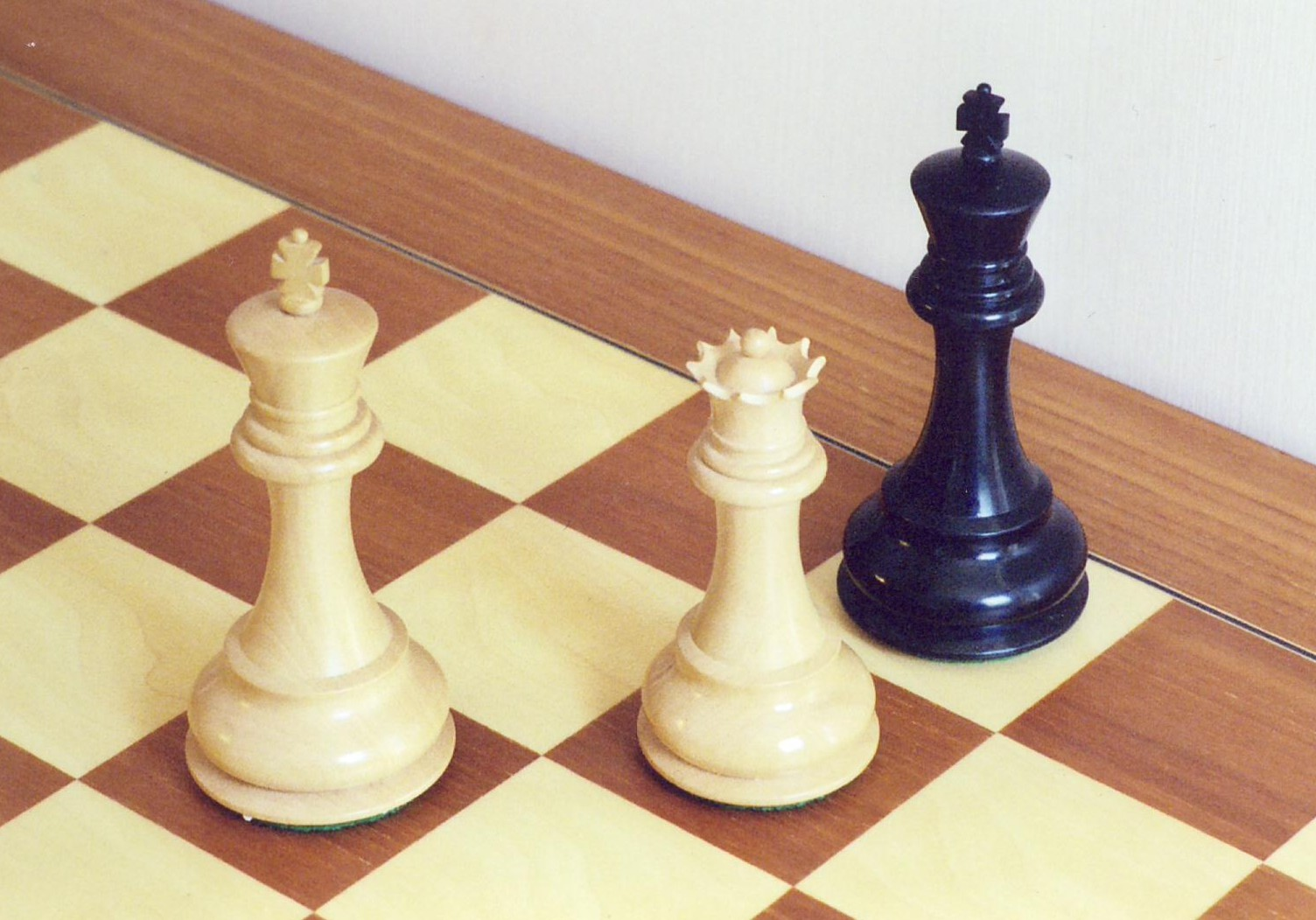
Mat: czarne przegrywają, gdyż ich król nie może wykonać dozwolonego ruchu i jest szachowany

Mat – sytuacja w szachach, w której król jednej ze stron jest szachowany i nie ma żadnego dozwolonego ruchu, aby się przed szachem obronić lub od niego uciec. Mat kończy grę porażką gracza, którego król został zamatowany.
Danie przeciwnikowi mata jest celem gry w szachy. Podczas profesjonalnych turniejów zazwyczaj nie dochodzi do faktycznego dania mata, bowiem przegrane partie najczęściej kończy poddanie się jednego z graczy.

## Maty elementarne
Poniżej opisano pięć przypadków, w których słabsza strona ma jedynie króla, a strona silniejsza dysponuje minimalnym materiałem matowym. Do końcówki król i hetman przeciw królowi dochodzi bardzo często w wyniku promocji piona jednej ze stron. Ta końcówka jest bardzo łatwa do wygrania. Również łatwo jest zamatować królem i wieżą. Nieco trudniejsze jest zadanie mata parą gońców, jednak danie mata gońcem, skoczkiem i królem (z koniecznym wsparciem króla) wymaga już doświadczenia i precyzji.

### Mat hetmanem i królem
Metoda jest prosta: należy zepchnąć samotnego króla do skrajnego rzędu lub skrajnej kolumny szachownicy, własnym królem wesprzeć hetmana lub zająć królem opozycję, umożliwiając hetmanowi danie mata z większej odległości.
|   | a                                                      | b                                                      | c                                                      | d                                                      | e                                                      | f                                                      | g                                                      | h                                                      |   |
| 8 | d8 – Czarny król · d7 – Biały hetman · e6 – Biały król | d8 – Czarny król · d7 – Biały hetman · e6 – Biały król | d8 – Czarny król · d7 – Biały hetman · e6 – Biały król | d8 – Czarny król · d7 – Biały hetman · e6 – Biały król | d8 – Czarny król · d7 – Biały hetman · e6 – Biały król | d8 – Czarny król · d7 – Biały hetman · e6 – Biały król | d8 – Czarny król · d7 – Biały hetman · e6 – Biały król | d8 – Czarny król · d7 – Biały hetman · e6 – Biały król | 8 |
| 7 | d8 – Czarny król · d7 – Biały hetman · e6 – Biały król | d8 – Czarny król · d7 – Biały hetman · e6 – Biały król | d8 – Czarny król · d7 – Biały hetman · e6 – Biały król | d8 – Czarny król · d7 – Biały hetman · e6 – Biały król | d8 – Czarny król · d7 – Biały hetman · e6 – Biały król | d8 – Czarny król · d7 – Biały hetman · e6 – Biały król | d8 – Czarny król · d7 – Biały hetman · e6 – Biały król | d8 – Czarny król · d7 – Biały hetman · e6 – Biały król | 7 |
| 6 | d8 – Czarny król · d7 – Biały hetman · e6 – Biały król | d8 – Czarny król · d7 – Biały hetman · e6 – Biały król | d8 – Czarny król · d7 – Biały hetman · e6 – Biały król | d8 – Czarny król · d7 – Biały hetman · e6 – Biały król | d8 – Czarny król · d7 – Biały hetman · e6 – Biały król | d8 – Czarny król · d7 – Biały hetman · e6 – Biały król | d8 – Czarny król · d7 – Biały hetman · e6 – Biały król | d8 – Czarny król · d7 – Biały hetman · e6 – Biały król | 6 |
| 5 | d8 – Czarny król · d7 – Biały hetman · e6 – Biały król | d8 – Czarny król · d7 – Biały hetman · e6 – Biały król | d8 – Czarny król · d7 – Biały hetman · e6 – Biały król | d8 – Czarny król · d7 – Biały hetman · e6 – Biały król | d8 – Czarny król · d7 – Biały hetman · e6 – Biały król | d8 – Czarny król · d7 – Biały hetman · e6 – Biały król | d8 – Czarny król · d7 – Biały hetman · e6 – Biały król | d8 – Czarny król · d7 – Biały hetman · e6 – Biały król | 5 |
| 4 | d8 – Czarny król · d7 – Biały hetman · e6 – Biały król | d8 – Czarny król · d7 – Biały hetman · e6 – Biały król | d8 – Czarny król · d7 – Biały hetman · e6 – Biały król | d8 – Czarny król · d7 – Biały hetman · e6 – Biały król | d8 – Czarny król · d7 – Biały hetman · e6 – Biały król | d8 – Czarny król · d7 – Biały hetman · e6 – Biały król | d8 – Czarny król · d7 – Biały hetman · e6 – Biały król | d8 – Czarny król · d7 – Biały hetman · e6 – Biały król | 4 |
| 3 | d8 – Czarny król · d7 – Biały hetman · e6 – Biały król | d8 – Czarny król · d7 – Biały hetman · e6 – Biały król | d8 – Czarny król · d7 – Biały hetman · e6 – Biały król | d8 – Czarny król · d7 – Biały hetman · e6 – Biały król | d8 – Czarny król · d7 – Biały hetman · e6 – Biały król | d8 – Czarny król · d7 – Biały hetman · e6 – Biały król | d8 – Czarny król · d7 – Biały hetman · e6 – Biały król | d8 – Czarny król · d7 – Biały hetman · e6 – Biały król | 3 |
| 2 | d8 – Czarny król · d7 – Biały hetman · e6 – Biały król | d8 – Czarny król · d7 – Biały hetman · e6 – Biały król | d8 – Czarny król · d7 – Biały hetman · e6 – Biały król | d8 – Czarny król · d7 – Biały hetman · e6 – Biały król | d8 – Czarny król · d7 – Biały hetman · e6 – Biały król | d8 – Czarny król · d7 – Biały hetman · e6 – Biały król | d8 – Czarny król · d7 – Biały hetman · e6 – Biały król | d8 – Czarny król · d7 – Biały hetman · e6 – Biały król | 2 |
| 1 | d8 – Czarny król · d7 – Biały hetman · e6 – Biały król | d8 – Czarny król · d7 – Biały hetman · e6 – Biały król | d8 – Czarny król · d7 – Biały hetman · e6 – Biały król | d8 – Czarny król · d7 – Biały hetman · e6 – Biały król | d8 – Czarny król · d7 – Biały hetman · e6 – Biały król | d8 – Czarny król · d7 – Biały hetman · e6 – Biały król | d8 – Czarny król · d7 – Biały hetman · e6 – Biały król | d8 – Czarny król · d7 – Biały hetman · e6 – Biały król | 1 |
|   | a                                                      | b                                                      | c                                                      | d                                                      | e                                                      | f                                                      | g                                                      | h                                                      |   |

|   | a                                                      | b                                                      | c                                                      | d                                                      | e                                                      | f                                                      | g                                                      | h                                                      |   |
| 8 | d8 – Czarny król · g8 – Biały hetman · d6 – Biały król | d8 – Czarny król · g8 – Biały hetman · d6 – Biały król | d8 – Czarny król · g8 – Biały hetman · d6 – Biały król | d8 – Czarny król · g8 – Biały hetman · d6 – Biały król | d8 – Czarny król · g8 – Biały hetman · d6 – Biały król | d8 – Czarny król · g8 – Biały hetman · d6 – Biały król | d8 – Czarny król · g8 – Biały hetman · d6 – Biały król | d8 – Czarny król · g8 – Biały hetman · d6 – Biały król | 8 |
| 7 | d8 – Czarny król · g8 – Biały hetman · d6 – Biały król | d8 – Czarny król · g8 – Biały hetman · d6 – Biały król | d8 – Czarny król · g8 – Biały hetman · d6 – Biały król | d8 – Czarny król · g8 – Biały hetman · d6 – Biały król | d8 – Czarny król · g8 – Biały hetman · d6 – Biały król | d8 – Czarny król · g8 – Biały hetman · d6 – Biały król | d8 – Czarny król · g8 – Biały hetman · d6 – Biały król | d8 – Czarny król · g8 – Biały hetman · d6 – Biały król | 7 |
| 6 | d8 – Czarny król · g8 – Biały hetman · d6 – Biały król | d8 – Czarny król · g8 – Biały hetman · d6 – Biały król | d8 – Czarny król · g8 – Biały hetman · d6 – Biały król | d8 – Czarny król · g8 – Biały hetman · d6 – Biały król | d8 – Czarny król · g8 – Biały hetman · d6 – Biały król | d8 – Czarny król · g8 – Biały hetman · d6 – Biały król | d8 – Czarny król · g8 – Biały hetman · d6 – Biały król | d8 – Czarny król · g8 – Biały hetman · d6 – Biały król | 6 |
| 5 | d8 – Czarny król · g8 – Biały hetman · d6 – Biały król | d8 – Czarny król · g8 – Biały hetman · d6 – Biały król | d8 – Czarny król · g8 – Biały hetman · d6 – Biały król | d8 – Czarny król · g8 – Biały hetman · d6 – Biały król | d8 – Czarny król · g8 – Biały hetman · d6 – Biały król | d8 – Czarny król · g8 – Biały hetman · d6 – Biały król | d8 – Czarny król · g8 – Biały hetman · d6 – Biały król | d8 – Czarny król · g8 – Biały hetman · d6 – Biały król | 5 |
| 4 | d8 – Czarny król · g8 – Biały hetman · d6 – Biały król | d8 – Czarny król · g8 – Biały hetman · d6 – Biały król | d8 – Czarny król · g8 – Biały hetman · d6 – Biały król | d8 – Czarny król · g8 – Biały hetman · d6 – Biały król | d8 – Czarny król · g8 – Biały hetman · d6 – Biały król | d8 – Czarny król · g8 – Biały hetman · d6 – Biały król | d8 – Czarny król · g8 – Biały hetman · d6 – Biały król | d8 – Czarny król · g8 – Biały hetman · d6 – Biały król | 4 |
| 3 | d8 – Czarny król · g8 – Biały hetman · d6 – Biały król | d8 – Czarny król · g8 – Biały hetman · d6 – Biały król | d8 – Czarny król · g8 – Biały hetman · d6 – Biały król | d8 – Czarny król · g8 – Biały hetman · d6 – Biały król | d8 – Czarny król · g8 – Biały hetman · d6 – Biały król | d8 – Czarny król · g8 – Biały hetman · d6 – Biały król | d8 – Czarny król · g8 – Biały hetman · d6 – Biały król | d8 – Czarny król · g8 – Biały hetman · d6 – Biały król | 3 |
| 2 | d8 – Czarny król · g8 – Biały hetman · d6 – Biały król | d8 – Czarny król · g8 – Biały hetman · d6 – Biały król | d8 – Czarny król · g8 – Biały hetman · d6 – Biały król | d8 – Czarny król · g8 – Biały hetman · d6 – Biały król | d8 – Czarny król · g8 – Biały hetman · d6 – Biały król | d8 – Czarny król · g8 – Biały hetman · d6 – Biały król | d8 – Czarny król · g8 – Biały hetman · d6 – Biały król | d8 – Czarny król · g8 – Biały hetman · d6 – Biały król | 2 |
| 1 | d8 – Czarny król · g8 – Biały hetman · d6 – Biały król | d8 – Czarny król · g8 – Biały hetman · d6 – Biały król | d8 – Czarny król · g8 – Biały hetman · d6 – Biały król | d8 – Czarny król · g8 – Biały hetman · d6 – Biały król | d8 – Czarny król · g8 – Biały hetman · d6 – Biały król | d8 – Czarny król · g8 – Biały hetman · d6 – Biały król | d8 – Czarny król · g8 – Biały hetman · d6 – Biały król | d8 – Czarny król · g8 – Biały hetman · d6 – Biały król | 1 |
|   | a                                                      | b                                                      | c                                                      | d                                                      | e                                                      | f                                                      | g                                                      | h                                                      |   |

Powyższa sytuacja jest na ogół niespotykana podczas profesjonalnych turniejów szachowych, chyba że strona matująca jest w niedoczasie i istnieje prawdopodobieństwo, iż nie zdąży ona zamatować przeciwnika.

### Mat wieżą i królem
Rozpoczynając od dowolnej pozycji na szachownicy, król z wieżą są w stanie zamatować króla przeciwnika w nie więcej niż szesnastu posunięciach. Technika jest podobna do końcówki z hetmanem. Wieża potrzebuje więcej posunięć, ponieważ, w przeciwieństwie do hetmana, może zostać zaatakowana przez króla przeciwnika. Po zamknięciu samotnego króla w skrajnym rzędzie należy osiągnąć opozycję lub zagonić go do narożnika.
|   | a                                                     | b                                                     | c                                                     | d                                                     | e                                                     | f                                                     | g                                                     | h                                                     |   |
| 8 | a8 – Czarny król · g8 – Biała wieża · b6 – Biały król | a8 – Czarny król · g8 – Biała wieża · b6 – Biały król | a8 – Czarny król · g8 – Biała wieża · b6 – Biały król | a8 – Czarny król · g8 – Biała wieża · b6 – Biały król | a8 – Czarny król · g8 – Biała wieża · b6 – Biały król | a8 – Czarny król · g8 – Biała wieża · b6 – Biały król | a8 – Czarny król · g8 – Biała wieża · b6 – Biały król | a8 – Czarny król · g8 – Biała wieża · b6 – Biały król | 8 |
| 7 | a8 – Czarny król · g8 – Biała wieża · b6 – Biały król | a8 – Czarny król · g8 – Biała wieża · b6 – Biały król | a8 – Czarny król · g8 – Biała wieża · b6 – Biały król | a8 – Czarny król · g8 – Biała wieża · b6 – Biały król | a8 – Czarny król · g8 – Biała wieża · b6 – Biały król | a8 – Czarny król · g8 – Biała wieża · b6 – Biały król | a8 – Czarny król · g8 – Biała wieża · b6 – Biały król | a8 – Czarny król · g8 – Biała wieża · b6 – Biały król | 7 |
| 6 | a8 – Czarny król · g8 – Biała wieża · b6 – Biały król | a8 – Czarny król · g8 – Biała wieża · b6 – Biały król | a8 – Czarny król · g8 – Biała wieża · b6 – Biały król | a8 – Czarny król · g8 – Biała wieża · b6 – Biały król | a8 – Czarny król · g8 – Biała wieża · b6 – Biały król | a8 – Czarny król · g8 – Biała wieża · b6 – Biały król | a8 – Czarny król · g8 – Biała wieża · b6 – Biały król | a8 – Czarny król · g8 – Biała wieża · b6 – Biały król | 6 |
| 5 | a8 – Czarny król · g8 – Biała wieża · b6 – Biały król | a8 – Czarny król · g8 – Biała wieża · b6 – Biały król | a8 – Czarny król · g8 – Biała wieża · b6 – Biały król | a8 – Czarny król · g8 – Biała wieża · b6 – Biały król | a8 – Czarny król · g8 – Biała wieża · b6 – Biały król | a8 – Czarny król · g8 – Biała wieża · b6 – Biały król | a8 – Czarny król · g8 – Biała wieża · b6 – Biały król | a8 – Czarny król · g8 – Biała wieża · b6 – Biały król | 5 |
| 4 | a8 – Czarny król · g8 – Biała wieża · b6 – Biały król | a8 – Czarny król · g8 – Biała wieża · b6 – Biały król | a8 – Czarny król · g8 – Biała wieża · b6 – Biały król | a8 – Czarny król · g8 – Biała wieża · b6 – Biały król | a8 – Czarny król · g8 – Biała wieża · b6 – Biały król | a8 – Czarny król · g8 – Biała wieża · b6 – Biały król | a8 – Czarny król · g8 – Biała wieża · b6 – Biały król | a8 – Czarny król · g8 – Biała wieża · b6 – Biały król | 4 |
| 3 | a8 – Czarny król · g8 – Biała wieża · b6 – Biały król | a8 – Czarny król · g8 – Biała wieża · b6 – Biały król | a8 – Czarny król · g8 – Biała wieża · b6 – Biały król | a8 – Czarny król · g8 – Biała wieża · b6 – Biały król | a8 – Czarny król · g8 – Biała wieża · b6 – Biały król | a8 – Czarny król · g8 – Biała wieża · b6 – Biały król | a8 – Czarny król · g8 – Biała wieża · b6 – Biały król | a8 – Czarny król · g8 – Biała wieża · b6 – Biały król | 3 |
| 2 | a8 – Czarny król · g8 – Biała wieża · b6 – Biały król | a8 – Czarny król · g8 – Biała wieża · b6 – Biały król | a8 – Czarny król · g8 – Biała wieża · b6 – Biały król | a8 – Czarny król · g8 – Biała wieża · b6 – Biały król | a8 – Czarny król · g8 – Biała wieża · b6 – Biały król | a8 – Czarny król · g8 – Biała wieża · b6 – Biały król | a8 – Czarny król · g8 – Biała wieża · b6 – Biały król | a8 – Czarny król · g8 – Biała wieża · b6 – Biały król | 2 |
| 1 | a8 – Czarny król · g8 – Biała wieża · b6 – Biały król | a8 – Czarny król · g8 – Biała wieża · b6 – Biały król | a8 – Czarny król · g8 – Biała wieża · b6 – Biały król | a8 – Czarny król · g8 – Biała wieża · b6 – Biały król | a8 – Czarny król · g8 – Biała wieża · b6 – Biały król | a8 – Czarny król · g8 – Biała wieża · b6 – Biały król | a8 – Czarny król · g8 – Biała wieża · b6 – Biały król | a8 – Czarny król · g8 – Biała wieża · b6 – Biały król | 1 |
|   | a                                                     | b                                                     | c                                                     | d                                                     | e                                                     | f                                                     | g                                                     | h                                                     |   |

|   | a                                                     | b                                                     | c                                                     | d                                                     | e                                                     | f                                                     | g                                                     | h                                                     |   |
| 8 | d8 – Czarny król · g8 – Biała wieża · d6 – Biały król | d8 – Czarny król · g8 – Biała wieża · d6 – Biały król | d8 – Czarny król · g8 – Biała wieża · d6 – Biały król | d8 – Czarny król · g8 – Biała wieża · d6 – Biały król | d8 – Czarny król · g8 – Biała wieża · d6 – Biały król | d8 – Czarny król · g8 – Biała wieża · d6 – Biały król | d8 – Czarny król · g8 – Biała wieża · d6 – Biały król | d8 – Czarny król · g8 – Biała wieża · d6 – Biały król | 8 |
| 7 | d8 – Czarny król · g8 – Biała wieża · d6 – Biały król | d8 – Czarny król · g8 – Biała wieża · d6 – Biały król | d8 – Czarny król · g8 – Biała wieża · d6 – Biały król | d8 – Czarny król · g8 – Biała wieża · d6 – Biały król | d8 – Czarny król · g8 – Biała wieża · d6 – Biały król | d8 – Czarny król · g8 – Biała wieża · d6 – Biały król | d8 – Czarny król · g8 – Biała wieża · d6 – Biały król | d8 – Czarny król · g8 – Biała wieża · d6 – Biały król | 7 |
| 6 | d8 – Czarny król · g8 – Biała wieża · d6 – Biały król | d8 – Czarny król · g8 – Biała wieża · d6 – Biały król | d8 – Czarny król · g8 – Biała wieża · d6 – Biały król | d8 – Czarny król · g8 – Biała wieża · d6 – Biały król | d8 – Czarny król · g8 – Biała wieża · d6 – Biały król | d8 – Czarny król · g8 – Biała wieża · d6 – Biały król | d8 – Czarny król · g8 – Biała wieża · d6 – Biały król | d8 – Czarny król · g8 – Biała wieża · d6 – Biały król | 6 |
| 5 | d8 – Czarny król · g8 – Biała wieża · d6 – Biały król | d8 – Czarny król · g8 – Biała wieża · d6 – Biały król | d8 – Czarny król · g8 – Biała wieża · d6 – Biały król | d8 – Czarny król · g8 – Biała wieża · d6 – Biały król | d8 – Czarny król · g8 – Biała wieża · d6 – Biały król | d8 – Czarny król · g8 – Biała wieża · d6 – Biały król | d8 – Czarny król · g8 – Biała wieża · d6 – Biały król | d8 – Czarny król · g8 – Biała wieża · d6 – Biały król | 5 |
| 4 | d8 – Czarny król · g8 – Biała wieża · d6 – Biały król | d8 – Czarny król · g8 – Biała wieża · d6 – Biały król | d8 – Czarny król · g8 – Biała wieża · d6 – Biały król | d8 – Czarny król · g8 – Biała wieża · d6 – Biały król | d8 – Czarny król · g8 – Biała wieża · d6 – Biały król | d8 – Czarny król · g8 – Biała wieża · d6 – Biały król | d8 – Czarny król · g8 – Biała wieża · d6 – Biały król | d8 – Czarny król · g8 – Biała wieża · d6 – Biały król | 4 |
| 3 | d8 – Czarny król · g8 – Biała wieża · d6 – Biały król | d8 – Czarny król · g8 – Biała wieża · d6 – Biały król | d8 – Czarny król · g8 – Biała wieża · d6 – Biały król | d8 – Czarny król · g8 – Biała wieża · d6 – Biały król | d8 – Czarny król · g8 – Biała wieża · d6 – Biały król | d8 – Czarny król · g8 – Biała wieża · d6 – Biały król | d8 – Czarny król · g8 – Biała wieża · d6 – Biały król | d8 – Czarny król · g8 – Biała wieża · d6 – Biały król | 3 |
| 2 | d8 – Czarny król · g8 – Biała wieża · d6 – Biały król | d8 – Czarny król · g8 – Biała wieża · d6 – Biały król | d8 – Czarny król · g8 – Biała wieża · d6 – Biały król | d8 – Czarny król · g8 – Biała wieża · d6 – Biały król | d8 – Czarny król · g8 – Biała wieża · d6 – Biały król | d8 – Czarny król · g8 – Biała wieża · d6 – Biały król | d8 – Czarny król · g8 – Biała wieża · d6 – Biały król | d8 – Czarny król · g8 – Biała wieża · d6 – Biały król | 2 |
| 1 | d8 – Czarny król · g8 – Biała wieża · d6 – Biały król | d8 – Czarny król · g8 – Biała wieża · d6 – Biały król | d8 – Czarny król · g8 – Biała wieża · d6 – Biały król | d8 – Czarny król · g8 – Biała wieża · d6 – Biały król | d8 – Czarny król · g8 – Biała wieża · d6 – Biały król | d8 – Czarny król · g8 – Biała wieża · d6 – Biały król | d8 – Czarny król · g8 – Biała wieża · d6 – Biały król | d8 – Czarny król · g8 – Biała wieża · d6 – Biały król | 1 |
|   | a                                                     | b                                                     | c                                                     | d                                                     | e                                                     | f                                                     | g                                                     | h                                                     |   |

### Mat dwoma gońcami i królem
Za pomocą dwóch gońców mata można osiągnąć jedynie gdy król przeciwnika jest w polu narożnym. Strona silniejsza powinna doprowadzić do mata w nie więcej niż dziewiętnastu posunięciach.
|   | a                                                                          | b                                                                          | c                                                                          | d                                                                          | e                                                                          | f                                                                          | g                                                                          | h                                                                          |   |
| 8 | a8 – Czarny król · c7 – Biały król · b6 – Biały goniec · e4 – Biały goniec | a8 – Czarny król · c7 – Biały król · b6 – Biały goniec · e4 – Biały goniec | a8 – Czarny król · c7 – Biały król · b6 – Biały goniec · e4 – Biały goniec | a8 – Czarny król · c7 – Biały król · b6 – Biały goniec · e4 – Biały goniec | a8 – Czarny król · c7 – Biały król · b6 – Biały goniec · e4 – Biały goniec | a8 – Czarny król · c7 – Biały król · b6 – Biały goniec · e4 – Biały goniec | a8 – Czarny król · c7 – Biały król · b6 – Biały goniec · e4 – Biały goniec | a8 – Czarny król · c7 – Biały król · b6 – Biały goniec · e4 – Biały goniec | 8 |
| 7 | a8 – Czarny król · c7 – Biały król · b6 – Biały goniec · e4 – Biały goniec | a8 – Czarny król · c7 – Biały król · b6 – Biały goniec · e4 – Biały goniec | a8 – Czarny król · c7 – Biały król · b6 – Biały goniec · e4 – Biały goniec | a8 – Czarny król · c7 – Biały król · b6 – Biały goniec · e4 – Biały goniec | a8 – Czarny król · c7 – Biały król · b6 – Biały goniec · e4 – Biały goniec | a8 – Czarny król · c7 – Biały król · b6 – Biały goniec · e4 – Biały goniec | a8 – Czarny król · c7 – Biały król · b6 – Biały goniec · e4 – Biały goniec | a8 – Czarny król · c7 – Biały król · b6 – Biały goniec · e4 – Biały goniec | 7 |
| 6 | a8 – Czarny król · c7 – Biały król · b6 – Biały goniec · e4 – Biały goniec | a8 – Czarny król · c7 – Biały król · b6 – Biały goniec · e4 – Biały goniec | a8 – Czarny król · c7 – Biały król · b6 – Biały goniec · e4 – Biały goniec | a8 – Czarny król · c7 – Biały król · b6 – Biały goniec · e4 – Biały goniec | a8 – Czarny król · c7 – Biały król · b6 – Biały goniec · e4 – Biały goniec | a8 – Czarny król · c7 – Biały król · b6 – Biały goniec · e4 – Biały goniec | a8 – Czarny król · c7 – Biały król · b6 – Biały goniec · e4 – Biały goniec | a8 – Czarny król · c7 – Biały król · b6 – Biały goniec · e4 – Biały goniec | 6 |
| 5 | a8 – Czarny król · c7 – Biały król · b6 – Biały goniec · e4 – Biały goniec | a8 – Czarny król · c7 – Biały król · b6 – Biały goniec · e4 – Biały goniec | a8 – Czarny król · c7 – Biały król · b6 – Biały goniec · e4 – Biały goniec | a8 – Czarny król · c7 – Biały król · b6 – Biały goniec · e4 – Biały goniec | a8 – Czarny król · c7 – Biały król · b6 – Biały goniec · e4 – Biały goniec | a8 – Czarny król · c7 – Biały król · b6 – Biały goniec · e4 – Biały goniec | a8 – Czarny król · c7 – Biały król · b6 – Biały goniec · e4 – Biały goniec | a8 – Czarny król · c7 – Biały król · b6 – Biały goniec · e4 – Biały goniec | 5 |
| 4 | a8 – Czarny król · c7 – Biały król · b6 – Biały goniec · e4 – Biały goniec | a8 – Czarny król · c7 – Biały król · b6 – Biały goniec · e4 – Biały goniec | a8 – Czarny król · c7 – Biały król · b6 – Biały goniec · e4 – Biały goniec | a8 – Czarny król · c7 – Biały król · b6 – Biały goniec · e4 – Biały goniec | a8 – Czarny król · c7 – Biały król · b6 – Biały goniec · e4 – Biały goniec | a8 – Czarny król · c7 – Biały król · b6 – Biały goniec · e4 – Biały goniec | a8 – Czarny król · c7 – Biały król · b6 – Biały goniec · e4 – Biały goniec | a8 – Czarny król · c7 – Biały król · b6 – Biały goniec · e4 – Biały goniec | 4 |
| 3 | a8 – Czarny król · c7 – Biały król · b6 – Biały goniec · e4 – Biały goniec | a8 – Czarny król · c7 – Biały król · b6 – Biały goniec · e4 – Biały goniec | a8 – Czarny król · c7 – Biały król · b6 – Biały goniec · e4 – Biały goniec | a8 – Czarny król · c7 – Biały król · b6 – Biały goniec · e4 – Biały goniec | a8 – Czarny król · c7 – Biały król · b6 – Biały goniec · e4 – Biały goniec | a8 – Czarny król · c7 – Biały król · b6 – Biały goniec · e4 – Biały goniec | a8 – Czarny król · c7 – Biały król · b6 – Biały goniec · e4 – Biały goniec | a8 – Czarny król · c7 – Biały król · b6 – Biały goniec · e4 – Biały goniec | 3 |
| 2 | a8 – Czarny król · c7 – Biały król · b6 – Biały goniec · e4 – Biały goniec | a8 – Czarny król · c7 – Biały król · b6 – Biały goniec · e4 – Biały goniec | a8 – Czarny król · c7 – Biały król · b6 – Biały goniec · e4 – Biały goniec | a8 – Czarny król · c7 – Biały król · b6 – Biały goniec · e4 – Biały goniec | a8 – Czarny król · c7 – Biały król · b6 – Biały goniec · e4 – Biały goniec | a8 – Czarny król · c7 – Biały król · b6 – Biały goniec · e4 – Biały goniec | a8 – Czarny król · c7 – Biały król · b6 – Biały goniec · e4 – Biały goniec | a8 – Czarny król · c7 – Biały król · b6 – Biały goniec · e4 – Biały goniec | 2 |
| 1 | a8 – Czarny król · c7 – Biały król · b6 – Biały goniec · e4 – Biały goniec | a8 – Czarny król · c7 – Biały król · b6 – Biały goniec · e4 – Biały goniec | a8 – Czarny król · c7 – Biały król · b6 – Biały goniec · e4 – Biały goniec | a8 – Czarny król · c7 – Biały król · b6 – Biały goniec · e4 – Biały goniec | a8 – Czarny król · c7 – Biały król · b6 – Biały goniec · e4 – Biały goniec | a8 – Czarny król · c7 – Biały król · b6 – Biały goniec · e4 – Biały goniec | a8 – Czarny król · c7 – Biały król · b6 – Biały goniec · e4 – Biały goniec | a8 – Czarny król · c7 – Biały król · b6 – Biały goniec · e4 – Biały goniec | 1 |
|   | a                                                                          | b                                                                          | c                                                                          | d                                                                          | e                                                                          | f                                                                          | g                                                                          | h                                                                          |   |

### Mat gońcem, skoczkiem i królem
Skoczek i goniec mogą zamatować króla przeciwnika jedynie w narożniku kontrolowanym przez gońca. Mata może dać goniec w polu narożnym. Powinny uporać się z tym zadaniem w nie więcej niż trzydzieści trzy ruchy, jednak jeden błąd może zniweczyć cały wysiłek i doprowadzić do remisu przez pata lub przekroczenie limitu pięćdziesięciu posunięć.
|   | a                                                       | b                                                       | c                                                       | d                                                       | e                                                       | f                                                       | g                                                       | h                                                       |   |
| 8 | h8 – Czarny król · g6 – Biały król · h6 – Biały skoczek | h8 – Czarny król · g6 – Biały król · h6 – Biały skoczek | h8 – Czarny król · g6 – Biały król · h6 – Biały skoczek | h8 – Czarny król · g6 – Biały król · h6 – Biały skoczek | h8 – Czarny król · g6 – Biały król · h6 – Biały skoczek | h8 – Czarny król · g6 – Biały król · h6 – Biały skoczek | h8 – Czarny król · g6 – Biały król · h6 – Biały skoczek | h8 – Czarny król · g6 – Biały król · h6 – Biały skoczek | 8 |
| 7 | h8 – Czarny król · g6 – Biały król · h6 – Biały skoczek | h8 – Czarny król · g6 – Biały król · h6 – Biały skoczek | h8 – Czarny król · g6 – Biały król · h6 – Biały skoczek | h8 – Czarny król · g6 – Biały król · h6 – Biały skoczek | h8 – Czarny król · g6 – Biały król · h6 – Biały skoczek | h8 – Czarny król · g6 – Biały król · h6 – Biały skoczek | h8 – Czarny król · g6 – Biały król · h6 – Biały skoczek | h8 – Czarny król · g6 – Biały król · h6 – Biały skoczek | 7 |
| 6 | h8 – Czarny król · g6 – Biały król · h6 – Biały skoczek | h8 – Czarny król · g6 – Biały król · h6 – Biały skoczek | h8 – Czarny król · g6 – Biały król · h6 – Biały skoczek | h8 – Czarny król · g6 – Biały król · h6 – Biały skoczek | h8 – Czarny król · g6 – Biały król · h6 – Biały skoczek | h8 – Czarny król · g6 – Biały król · h6 – Biały skoczek | h8 – Czarny król · g6 – Biały król · h6 – Biały skoczek | h8 – Czarny król · g6 – Biały król · h6 – Biały skoczek | 6 |
| 5 | h8 – Czarny król · g6 – Biały król · h6 – Biały skoczek | h8 – Czarny król · g6 – Biały król · h6 – Biały skoczek | h8 – Czarny król · g6 – Biały król · h6 – Biały skoczek | h8 – Czarny król · g6 – Biały król · h6 – Biały skoczek | h8 – Czarny król · g6 – Biały król · h6 – Biały skoczek | h8 – Czarny król · g6 – Biały król · h6 – Biały skoczek | h8 – Czarny król · g6 – Biały król · h6 – Biały skoczek | h8 – Czarny król · g6 – Biały król · h6 – Biały skoczek | 5 |
| 4 | h8 – Czarny król · g6 – Biały król · h6 – Biały skoczek | h8 – Czarny król · g6 – Biały król · h6 – Biały skoczek | h8 – Czarny król · g6 – Biały król · h6 – Biały skoczek | h8 – Czarny król · g6 – Biały król · h6 – Biały skoczek | h8 – Czarny król · g6 – Biały król · h6 – Biały skoczek | h8 – Czarny król · g6 – Biały król · h6 – Biały skoczek | h8 – Czarny król · g6 – Biały król · h6 – Biały skoczek | h8 – Czarny król · g6 – Biały król · h6 – Biały skoczek | 4 |
| 3 | h8 – Czarny król · g6 – Biały król · h6 – Biały skoczek | h8 – Czarny król · g6 – Biały król · h6 – Biały skoczek | h8 – Czarny król · g6 – Biały król · h6 – Biały skoczek | h8 – Czarny król · g6 – Biały król · h6 – Biały skoczek | h8 – Czarny król · g6 – Biały król · h6 – Biały skoczek | h8 – Czarny król · g6 – Biały król · h6 – Biały skoczek | h8 – Czarny król · g6 – Biały król · h6 – Biały skoczek | h8 – Czarny król · g6 – Biały król · h6 – Biały skoczek | 3 |
| 2 | h8 – Czarny król · g6 – Biały król · h6 – Biały skoczek | h8 – Czarny król · g6 – Biały król · h6 – Biały skoczek | h8 – Czarny król · g6 – Biały król · h6 – Biały skoczek | h8 – Czarny król · g6 – Biały król · h6 – Biały skoczek | h8 – Czarny król · g6 – Biały król · h6 – Biały skoczek | h8 – Czarny król · g6 – Biały król · h6 – Biały skoczek | h8 – Czarny król · g6 – Biały król · h6 – Biały skoczek | h8 – Czarny król · g6 – Biały król · h6 – Biały skoczek | 2 |
| 1 | h8 – Czarny król · g6 – Biały król · h6 – Biały skoczek | h8 – Czarny król · g6 – Biały król · h6 – Biały skoczek | h8 – Czarny król · g6 – Biały król · h6 – Biały skoczek | h8 – Czarny król · g6 – Biały król · h6 – Biały skoczek | h8 – Czarny król · g6 – Biały król · h6 – Biały skoczek | h8 – Czarny król · g6 – Biały król · h6 – Biały skoczek | h8 – Czarny król · g6 – Biały król · h6 – Biały skoczek | h8 – Czarny król · g6 – Biały król · h6 – Biały skoczek | 1 |
|   | a                                                       | b                                                       | c                                                       | d                                                       | e                                                       | f                                                       | g                                                       | h                                                       |   |

|   | a                                                                           | b                                                                           | c                                                                           | d                                                                           | e                                                                           | f                                                                           | g                                                                           | h                                                                           |   |
| 8 | h8 – Czarny król · g7 – Biały goniec · f6 – Biały skoczek · g6 – Biały król | h8 – Czarny król · g7 – Biały goniec · f6 – Biały skoczek · g6 – Biały król | h8 – Czarny król · g7 – Biały goniec · f6 – Biały skoczek · g6 – Biały król | h8 – Czarny król · g7 – Biały goniec · f6 – Biały skoczek · g6 – Biały król | h8 – Czarny król · g7 – Biały goniec · f6 – Biały skoczek · g6 – Biały król | h8 – Czarny król · g7 – Biały goniec · f6 – Biały skoczek · g6 – Biały król | h8 – Czarny król · g7 – Biały goniec · f6 – Biały skoczek · g6 – Biały król | h8 – Czarny król · g7 – Biały goniec · f6 – Biały skoczek · g6 – Biały król | 8 |
| 7 | h8 – Czarny król · g7 – Biały goniec · f6 – Biały skoczek · g6 – Biały król | h8 – Czarny król · g7 – Biały goniec · f6 – Biały skoczek · g6 – Biały król | h8 – Czarny król · g7 – Biały goniec · f6 – Biały skoczek · g6 – Biały król | h8 – Czarny król · g7 – Biały goniec · f6 – Biały skoczek · g6 – Biały król | h8 – Czarny król · g7 – Biały goniec · f6 – Biały skoczek · g6 – Biały król | h8 – Czarny król · g7 – Biały goniec · f6 – Biały skoczek · g6 – Biały król | h8 – Czarny król · g7 – Biały goniec · f6 – Biały skoczek · g6 – Biały król | h8 – Czarny król · g7 – Biały goniec · f6 – Biały skoczek · g6 – Biały król | 7 |
| 6 | h8 – Czarny król · g7 – Biały goniec · f6 – Biały skoczek · g6 – Biały król | h8 – Czarny król · g7 – Biały goniec · f6 – Biały skoczek · g6 – Biały król | h8 – Czarny król · g7 – Biały goniec · f6 – Biały skoczek · g6 – Biały król | h8 – Czarny król · g7 – Biały goniec · f6 – Biały skoczek · g6 – Biały król | h8 – Czarny król · g7 – Biały goniec · f6 – Biały skoczek · g6 – Biały król | h8 – Czarny król · g7 – Biały goniec · f6 – Biały skoczek · g6 – Biały król | h8 – Czarny król · g7 – Biały goniec · f6 – Biały skoczek · g6 – Biały król | h8 – Czarny król · g7 – Biały goniec · f6 – Biały skoczek · g6 – Biały król | 6 |
| 5 | h8 – Czarny król · g7 – Biały goniec · f6 – Biały skoczek · g6 – Biały król | h8 – Czarny król · g7 – Biały goniec · f6 – Biały skoczek · g6 – Biały król | h8 – Czarny król · g7 – Biały goniec · f6 – Biały skoczek · g6 – Biały król | h8 – Czarny król · g7 – Biały goniec · f6 – Biały skoczek · g6 – Biały król | h8 – Czarny król · g7 – Biały goniec · f6 – Biały skoczek · g6 – Biały król | h8 – Czarny król · g7 – Biały goniec · f6 – Biały skoczek · g6 – Biały król | h8 – Czarny król · g7 – Biały goniec · f6 – Biały skoczek · g6 – Biały król | h8 – Czarny król · g7 – Biały goniec · f6 – Biały skoczek · g6 – Biały król | 5 |
| 4 | h8 – Czarny król · g7 – Biały goniec · f6 – Biały skoczek · g6 – Biały król | h8 – Czarny król · g7 – Biały goniec · f6 – Biały skoczek · g6 – Biały król | h8 – Czarny król · g7 – Biały goniec · f6 – Biały skoczek · g6 – Biały król | h8 – Czarny król · g7 – Biały goniec · f6 – Biały skoczek · g6 – Biały król | h8 – Czarny król · g7 – Biały goniec · f6 – Biały skoczek · g6 – Biały król | h8 – Czarny król · g7 – Biały goniec · f6 – Biały skoczek · g6 – Biały król | h8 – Czarny król · g7 – Biały goniec · f6 – Biały skoczek · g6 – Biały król | h8 – Czarny król · g7 – Biały goniec · f6 – Biały skoczek · g6 – Biały król | 4 |
| 3 | h8 – Czarny król · g7 – Biały goniec · f6 – Biały skoczek · g6 – Biały król | h8 – Czarny król · g7 – Biały goniec · f6 – Biały skoczek · g6 – Biały król | h8 – Czarny król · g7 – Biały goniec · f6 – Biały skoczek · g6 – Biały król | h8 – Czarny król · g7 – Biały goniec · f6 – Biały skoczek · g6 – Biały król | h8 – Czarny król · g7 – Biały goniec · f6 – Biały skoczek · g6 – Biały król | h8 – Czarny król · g7 – Biały goniec · f6 – Biały skoczek · g6 – Biały król | h8 – Czarny król · g7 – Biały goniec · f6 – Biały skoczek · g6 – Biały król | h8 – Czarny król · g7 – Biały goniec · f6 – Biały skoczek · g6 – Biały król | 3 |
| 2 | h8 – Czarny król · g7 – Biały goniec · f6 – Biały skoczek · g6 – Biały król | h8 – Czarny król · g7 – Biały goniec · f6 – Biały skoczek · g6 – Biały król | h8 – Czarny król · g7 – Biały goniec · f6 – Biały skoczek · g6 – Biały król | h8 – Czarny król · g7 – Biały goniec · f6 – Biały skoczek · g6 – Biały król | h8 – Czarny król · g7 – Biały goniec · f6 – Biały skoczek · g6 – Biały król | h8 – Czarny król · g7 – Biały goniec · f6 – Biały skoczek · g6 – Biały król | h8 – Czarny król · g7 – Biały goniec · f6 – Biały skoczek · g6 – Biały król | h8 – Czarny król · g7 – Biały goniec · f6 – Biały skoczek · g6 – Biały król | 2 |
| 1 | h8 – Czarny król · g7 – Biały goniec · f6 – Biały skoczek · g6 – Biały król | h8 – Czarny król · g7 – Biały goniec · f6 – Biały skoczek · g6 – Biały król | h8 – Czarny król · g7 – Biały goniec · f6 – Biały skoczek · g6 – Biały król | h8 – Czarny król · g7 – Biały goniec · f6 – Biały skoczek · g6 – Biały król | h8 – Czarny król · g7 – Biały goniec · f6 – Biały skoczek · g6 – Biały król | h8 – Czarny król · g7 – Biały goniec · f6 – Biały skoczek · g6 – Biały król | h8 – Czarny król · g7 – Biały goniec · f6 – Biały skoczek · g6 – Biały król | h8 – Czarny król · g7 – Biały goniec · f6 – Biały skoczek · g6 – Biały król | 1 |
|   | a                                                                           | b                                                                           | c                                                                           | d                                                                           | e                                                                           | f                                                                           | g                                                                           | h                                                                           |   |

|   | a                                                                           | b                                                                           | c                                                                           | d                                                                           | e                                                                           | f                                                                           | g                                                                           | h                                                                           |   |
| 8 | g8 – Czarny król · g7 – Biały goniec · f6 – Biały skoczek · g6 – Biały król | g8 – Czarny król · g7 – Biały goniec · f6 – Biały skoczek · g6 – Biały król | g8 – Czarny król · g7 – Biały goniec · f6 – Biały skoczek · g6 – Biały król | g8 – Czarny król · g7 – Biały goniec · f6 – Biały skoczek · g6 – Biały król | g8 – Czarny król · g7 – Biały goniec · f6 – Biały skoczek · g6 – Biały król | g8 – Czarny król · g7 – Biały goniec · f6 – Biały skoczek · g6 – Biały król | g8 – Czarny król · g7 – Biały goniec · f6 – Biały skoczek · g6 – Biały król | g8 – Czarny król · g7 – Biały goniec · f6 – Biały skoczek · g6 – Biały król | 8 |
| 7 | g8 – Czarny król · g7 – Biały goniec · f6 – Biały skoczek · g6 – Biały król | g8 – Czarny król · g7 – Biały goniec · f6 – Biały skoczek · g6 – Biały król | g8 – Czarny król · g7 – Biały goniec · f6 – Biały skoczek · g6 – Biały król | g8 – Czarny król · g7 – Biały goniec · f6 – Biały skoczek · g6 – Biały król | g8 – Czarny król · g7 – Biały goniec · f6 – Biały skoczek · g6 – Biały król | g8 – Czarny król · g7 – Biały goniec · f6 – Biały skoczek · g6 – Biały król | g8 – Czarny król · g7 – Biały goniec · f6 – Biały skoczek · g6 – Biały król | g8 – Czarny król · g7 – Biały goniec · f6 – Biały skoczek · g6 – Biały król | 7 |
| 6 | g8 – Czarny król · g7 – Biały goniec · f6 – Biały skoczek · g6 – Biały król | g8 – Czarny król · g7 – Biały goniec · f6 – Biały skoczek · g6 – Biały król | g8 – Czarny król · g7 – Biały goniec · f6 – Biały skoczek · g6 – Biały król | g8 – Czarny król · g7 – Biały goniec · f6 – Biały skoczek · g6 – Biały król | g8 – Czarny król · g7 – Biały goniec · f6 – Biały skoczek · g6 – Biały król | g8 – Czarny król · g7 – Biały goniec · f6 – Biały skoczek · g6 – Biały król | g8 – Czarny król · g7 – Biały goniec · f6 – Biały skoczek · g6 – Biały król | g8 – Czarny król · g7 – Biały goniec · f6 – Biały skoczek · g6 – Biały król | 6 |
| 5 | g8 – Czarny król · g7 – Biały goniec · f6 – Biały skoczek · g6 – Biały król | g8 – Czarny król · g7 – Biały goniec · f6 – Biały skoczek · g6 – Biały król | g8 – Czarny król · g7 – Biały goniec · f6 – Biały skoczek · g6 – Biały król | g8 – Czarny król · g7 – Biały goniec · f6 – Biały skoczek · g6 – Biały król | g8 – Czarny król · g7 – Biały goniec · f6 – Biały skoczek · g6 – Biały król | g8 – Czarny król · g7 – Biały goniec · f6 – Biały skoczek · g6 – Biały król | g8 – Czarny król · g7 – Biały goniec · f6 – Biały skoczek · g6 – Biały król | g8 – Czarny król · g7 – Biały goniec · f6 – Biały skoczek · g6 – Biały król | 5 |
| 4 | g8 – Czarny król · g7 – Biały goniec · f6 – Biały skoczek · g6 – Biały król | g8 – Czarny król · g7 – Biały goniec · f6 – Biały skoczek · g6 – Biały król | g8 – Czarny król · g7 – Biały goniec · f6 – Biały skoczek · g6 – Biały król | g8 – Czarny król · g7 – Biały goniec · f6 – Biały skoczek · g6 – Biały król | g8 – Czarny król · g7 – Biały goniec · f6 – Biały skoczek · g6 – Biały król | g8 – Czarny król · g7 – Biały goniec · f6 – Biały skoczek · g6 – Biały król | g8 – Czarny król · g7 – Biały goniec · f6 – Biały skoczek · g6 – Biały król | g8 – Czarny król · g7 – Biały goniec · f6 – Biały skoczek · g6 – Biały król | 4 |
| 3 | g8 – Czarny król · g7 – Biały goniec · f6 – Biały skoczek · g6 – Biały król | g8 – Czarny król · g7 – Biały goniec · f6 – Biały skoczek · g6 – Biały król | g8 – Czarny król · g7 – Biały goniec · f6 – Biały skoczek · g6 – Biały król | g8 – Czarny król · g7 – Biały goniec · f6 – Biały skoczek · g6 – Biały król | g8 – Czarny król · g7 – Biały goniec · f6 – Biały skoczek · g6 – Biały król | g8 – Czarny król · g7 – Biały goniec · f6 – Biały skoczek · g6 – Biały król | g8 – Czarny król · g7 – Biały goniec · f6 – Biały skoczek · g6 – Biały król | g8 – Czarny król · g7 – Biały goniec · f6 – Biały skoczek · g6 – Biały król | 3 |
| 2 | g8 – Czarny król · g7 – Biały goniec · f6 – Biały skoczek · g6 – Biały król | g8 – Czarny król · g7 – Biały goniec · f6 – Biały skoczek · g6 – Biały król | g8 – Czarny król · g7 – Biały goniec · f6 – Biały skoczek · g6 – Biały król | g8 – Czarny król · g7 – Biały goniec · f6 – Biały skoczek · g6 – Biały król | g8 – Czarny król · g7 – Biały goniec · f6 – Biały skoczek · g6 – Biały król | g8 – Czarny król · g7 – Biały goniec · f6 – Biały skoczek · g6 – Biały król | g8 – Czarny król · g7 – Biały goniec · f6 – Biały skoczek · g6 – Biały król | g8 – Czarny król · g7 – Biały goniec · f6 – Biały skoczek · g6 – Biały król | 2 |
| 1 | g8 – Czarny król · g7 – Biały goniec · f6 – Biały skoczek · g6 – Biały król | g8 – Czarny król · g7 – Biały goniec · f6 – Biały skoczek · g6 – Biały król | g8 – Czarny król · g7 – Biały goniec · f6 – Biały skoczek · g6 – Biały król | g8 – Czarny król · g7 – Biały goniec · f6 – Biały skoczek · g6 – Biały król | g8 – Czarny król · g7 – Biały goniec · f6 – Biały skoczek · g6 – Biały król | g8 – Czarny król · g7 – Biały goniec · f6 – Biały skoczek · g6 – Biały król | g8 – Czarny król · g7 – Biały goniec · f6 – Biały skoczek · g6 – Biały król | g8 – Czarny król · g7 – Biały goniec · f6 – Biały skoczek · g6 – Biały król | 1 |
|   | a                                                                           | b                                                                           | c                                                                           | d                                                                           | e                                                                           | f                                                                           | g                                                                           | h                                                                           |   |

### Mat dwoma skoczkami i królem
Tylko teoretycznie jest możliwe danie mata dwoma skoczkami z pomocą króla, co znaczy, że powstanie takiej końcówki praktycznie kończy partię remisem. Mat może nastąpić tylko wtedy, gdy strona broniąca się „wejdzie pod mata” (zrobi błąd). Na lewym diagramie jest pozycja przed błędnym ruchem czarnego króla, który broniąc się przed szachem, poszedł na pole a8 zamiast uciec na c8.
Paradoksalnie, stronie silniejszej może pomóc pion strony słabszej, jednak w takim przypadku doprowadzenie do mata w grze praktycznej jest bardzo trudne. Należy zablokować skoczkiem pionka, a królem z drugim skoczkiem doprowadzić przeciwnego króla do rogu i ustawić pozycję patową (jak na diagramie). Teraz wystarczą trzy ruchy skoczkiem, aby dać matującego szacha. I na nic już, że pion zamieni się w dowolną figurę, gdyż może ona tylko asystować przy ostatnim ruchu skoczka (Sf7 mat).
|   | a                                                                            | b                                                                            | c                                                                            | d                                                                            | e                                                                            | f                                                                            | g                                                                            | h                                                                            |   |
| 8 | b8 – Czarny król · b6 – Biały król · c6 – Biały skoczek · d5 – Biały skoczek | b8 – Czarny król · b6 – Biały król · c6 – Biały skoczek · d5 – Biały skoczek | b8 – Czarny król · b6 – Biały król · c6 – Biały skoczek · d5 – Biały skoczek | b8 – Czarny król · b6 – Biały król · c6 – Biały skoczek · d5 – Biały skoczek | b8 – Czarny król · b6 – Biały król · c6 – Biały skoczek · d5 – Biały skoczek | b8 – Czarny król · b6 – Biały król · c6 – Biały skoczek · d5 – Biały skoczek | b8 – Czarny król · b6 – Biały król · c6 – Biały skoczek · d5 – Biały skoczek | b8 – Czarny król · b6 – Biały król · c6 – Biały skoczek · d5 – Biały skoczek | 8 |
| 7 | b8 – Czarny król · b6 – Biały król · c6 – Biały skoczek · d5 – Biały skoczek | b8 – Czarny król · b6 – Biały król · c6 – Biały skoczek · d5 – Biały skoczek | b8 – Czarny król · b6 – Biały król · c6 – Biały skoczek · d5 – Biały skoczek | b8 – Czarny król · b6 – Biały król · c6 – Biały skoczek · d5 – Biały skoczek | b8 – Czarny król · b6 – Biały król · c6 – Biały skoczek · d5 – Biały skoczek | b8 – Czarny król · b6 – Biały król · c6 – Biały skoczek · d5 – Biały skoczek | b8 – Czarny król · b6 – Biały król · c6 – Biały skoczek · d5 – Biały skoczek | b8 – Czarny król · b6 – Biały król · c6 – Biały skoczek · d5 – Biały skoczek | 7 |
| 6 | b8 – Czarny król · b6 – Biały król · c6 – Biały skoczek · d5 – Biały skoczek | b8 – Czarny król · b6 – Biały król · c6 – Biały skoczek · d5 – Biały skoczek | b8 – Czarny król · b6 – Biały król · c6 – Biały skoczek · d5 – Biały skoczek | b8 – Czarny król · b6 – Biały król · c6 – Biały skoczek · d5 – Biały skoczek | b8 – Czarny król · b6 – Biały król · c6 – Biały skoczek · d5 – Biały skoczek | b8 – Czarny król · b6 – Biały król · c6 – Biały skoczek · d5 – Biały skoczek | b8 – Czarny król · b6 – Biały król · c6 – Biały skoczek · d5 – Biały skoczek | b8 – Czarny król · b6 – Biały król · c6 – Biały skoczek · d5 – Biały skoczek | 6 |
| 5 | b8 – Czarny król · b6 – Biały król · c6 – Biały skoczek · d5 – Biały skoczek | b8 – Czarny król · b6 – Biały król · c6 – Biały skoczek · d5 – Biały skoczek | b8 – Czarny król · b6 – Biały król · c6 – Biały skoczek · d5 – Biały skoczek | b8 – Czarny król · b6 – Biały król · c6 – Biały skoczek · d5 – Biały skoczek | b8 – Czarny król · b6 – Biały król · c6 – Biały skoczek · d5 – Biały skoczek | b8 – Czarny król · b6 – Biały król · c6 – Biały skoczek · d5 – Biały skoczek | b8 – Czarny król · b6 – Biały król · c6 – Biały skoczek · d5 – Biały skoczek | b8 – Czarny król · b6 – Biały król · c6 – Biały skoczek · d5 – Biały skoczek | 5 |
| 4 | b8 – Czarny król · b6 – Biały król · c6 – Biały skoczek · d5 – Biały skoczek | b8 – Czarny król · b6 – Biały król · c6 – Biały skoczek · d5 – Biały skoczek | b8 – Czarny król · b6 – Biały król · c6 – Biały skoczek · d5 – Biały skoczek | b8 – Czarny król · b6 – Biały król · c6 – Biały skoczek · d5 – Biały skoczek | b8 – Czarny król · b6 – Biały król · c6 – Biały skoczek · d5 – Biały skoczek | b8 – Czarny król · b6 – Biały król · c6 – Biały skoczek · d5 – Biały skoczek | b8 – Czarny król · b6 – Biały król · c6 – Biały skoczek · d5 – Biały skoczek | b8 – Czarny król · b6 – Biały król · c6 – Biały skoczek · d5 – Biały skoczek | 4 |
| 3 | b8 – Czarny król · b6 – Biały król · c6 – Biały skoczek · d5 – Biały skoczek | b8 – Czarny król · b6 – Biały król · c6 – Biały skoczek · d5 – Biały skoczek | b8 – Czarny król · b6 – Biały król · c6 – Biały skoczek · d5 – Biały skoczek | b8 – Czarny król · b6 – Biały król · c6 – Biały skoczek · d5 – Biały skoczek | b8 – Czarny król · b6 – Biały król · c6 – Biały skoczek · d5 – Biały skoczek | b8 – Czarny król · b6 – Biały król · c6 – Biały skoczek · d5 – Biały skoczek | b8 – Czarny król · b6 – Biały król · c6 – Biały skoczek · d5 – Biały skoczek | b8 – Czarny król · b6 – Biały król · c6 – Biały skoczek · d5 – Biały skoczek | 3 |
| 2 | b8 – Czarny król · b6 – Biały król · c6 – Biały skoczek · d5 – Biały skoczek | b8 – Czarny król · b6 – Biały król · c6 – Biały skoczek · d5 – Biały skoczek | b8 – Czarny król · b6 – Biały król · c6 – Biały skoczek · d5 – Biały skoczek | b8 – Czarny król · b6 – Biały król · c6 – Biały skoczek · d5 – Biały skoczek | b8 – Czarny król · b6 – Biały król · c6 – Biały skoczek · d5 – Biały skoczek | b8 – Czarny król · b6 – Biały król · c6 – Biały skoczek · d5 – Biały skoczek | b8 – Czarny król · b6 – Biały król · c6 – Biały skoczek · d5 – Biały skoczek | b8 – Czarny król · b6 – Biały król · c6 – Biały skoczek · d5 – Biały skoczek | 2 |
| 1 | b8 – Czarny król · b6 – Biały król · c6 – Biały skoczek · d5 – Biały skoczek | b8 – Czarny król · b6 – Biały król · c6 – Biały skoczek · d5 – Biały skoczek | b8 – Czarny król · b6 – Biały król · c6 – Biały skoczek · d5 – Biały skoczek | b8 – Czarny król · b6 – Biały król · c6 – Biały skoczek · d5 – Biały skoczek | b8 – Czarny król · b6 – Biały król · c6 – Biały skoczek · d5 – Biały skoczek | b8 – Czarny król · b6 – Biały król · c6 – Biały skoczek · d5 – Biały skoczek | b8 – Czarny król · b6 – Biały król · c6 – Biały skoczek · d5 – Biały skoczek | b8 – Czarny król · b6 – Biały król · c6 – Biały skoczek · d5 – Biały skoczek | 1 |
|   | a                                                                            | b                                                                            | c                                                                            | d                                                                            | e                                                                            | f                                                                            | g                                                                            | h                                                                            |   |

|   | a                                                                            | b                                                                            | c                                                                            | d                                                                            | e                                                                            | f                                                                            | g                                                                            | h                                                                            |   |
| 8 | a8 – Czarny król · c7 – Biały skoczek · b6 – Biały król · c6 – Biały skoczek | a8 – Czarny król · c7 – Biały skoczek · b6 – Biały król · c6 – Biały skoczek | a8 – Czarny król · c7 – Biały skoczek · b6 – Biały król · c6 – Biały skoczek | a8 – Czarny król · c7 – Biały skoczek · b6 – Biały król · c6 – Biały skoczek | a8 – Czarny król · c7 – Biały skoczek · b6 – Biały król · c6 – Biały skoczek | a8 – Czarny król · c7 – Biały skoczek · b6 – Biały król · c6 – Biały skoczek | a8 – Czarny król · c7 – Biały skoczek · b6 – Biały król · c6 – Biały skoczek | a8 – Czarny król · c7 – Biały skoczek · b6 – Biały król · c6 – Biały skoczek | 8 |
| 7 | a8 – Czarny król · c7 – Biały skoczek · b6 – Biały król · c6 – Biały skoczek | a8 – Czarny król · c7 – Biały skoczek · b6 – Biały król · c6 – Biały skoczek | a8 – Czarny król · c7 – Biały skoczek · b6 – Biały król · c6 – Biały skoczek | a8 – Czarny król · c7 – Biały skoczek · b6 – Biały król · c6 – Biały skoczek | a8 – Czarny król · c7 – Biały skoczek · b6 – Biały król · c6 – Biały skoczek | a8 – Czarny król · c7 – Biały skoczek · b6 – Biały król · c6 – Biały skoczek | a8 – Czarny król · c7 – Biały skoczek · b6 – Biały król · c6 – Biały skoczek | a8 – Czarny król · c7 – Biały skoczek · b6 – Biały król · c6 – Biały skoczek | 7 |
| 6 | a8 – Czarny król · c7 – Biały skoczek · b6 – Biały król · c6 – Biały skoczek | a8 – Czarny król · c7 – Biały skoczek · b6 – Biały król · c6 – Biały skoczek | a8 – Czarny król · c7 – Biały skoczek · b6 – Biały król · c6 – Biały skoczek | a8 – Czarny król · c7 – Biały skoczek · b6 – Biały król · c6 – Biały skoczek | a8 – Czarny król · c7 – Biały skoczek · b6 – Biały król · c6 – Biały skoczek | a8 – Czarny król · c7 – Biały skoczek · b6 – Biały król · c6 – Biały skoczek | a8 – Czarny król · c7 – Biały skoczek · b6 – Biały król · c6 – Biały skoczek | a8 – Czarny król · c7 – Biały skoczek · b6 – Biały król · c6 – Biały skoczek | 6 |
| 5 | a8 – Czarny król · c7 – Biały skoczek · b6 – Biały król · c6 – Biały skoczek | a8 – Czarny król · c7 – Biały skoczek · b6 – Biały król · c6 – Biały skoczek | a8 – Czarny król · c7 – Biały skoczek · b6 – Biały król · c6 – Biały skoczek | a8 – Czarny król · c7 – Biały skoczek · b6 – Biały król · c6 – Biały skoczek | a8 – Czarny król · c7 – Biały skoczek · b6 – Biały król · c6 – Biały skoczek | a8 – Czarny król · c7 – Biały skoczek · b6 – Biały król · c6 – Biały skoczek | a8 – Czarny król · c7 – Biały skoczek · b6 – Biały król · c6 – Biały skoczek | a8 – Czarny król · c7 – Biały skoczek · b6 – Biały król · c6 – Biały skoczek | 5 |
| 4 | a8 – Czarny król · c7 – Biały skoczek · b6 – Biały król · c6 – Biały skoczek | a8 – Czarny król · c7 – Biały skoczek · b6 – Biały król · c6 – Biały skoczek | a8 – Czarny król · c7 – Biały skoczek · b6 – Biały król · c6 – Biały skoczek | a8 – Czarny król · c7 – Biały skoczek · b6 – Biały król · c6 – Biały skoczek | a8 – Czarny król · c7 – Biały skoczek · b6 – Biały król · c6 – Biały skoczek | a8 – Czarny król · c7 – Biały skoczek · b6 – Biały król · c6 – Biały skoczek | a8 – Czarny król · c7 – Biały skoczek · b6 – Biały król · c6 – Biały skoczek | a8 – Czarny król · c7 – Biały skoczek · b6 – Biały król · c6 – Biały skoczek | 4 |
| 3 | a8 – Czarny król · c7 – Biały skoczek · b6 – Biały król · c6 – Biały skoczek | a8 – Czarny król · c7 – Biały skoczek · b6 – Biały król · c6 – Biały skoczek | a8 – Czarny król · c7 – Biały skoczek · b6 – Biały król · c6 – Biały skoczek | a8 – Czarny król · c7 – Biały skoczek · b6 – Biały król · c6 – Biały skoczek | a8 – Czarny król · c7 – Biały skoczek · b6 – Biały król · c6 – Biały skoczek | a8 – Czarny król · c7 – Biały skoczek · b6 – Biały król · c6 – Biały skoczek | a8 – Czarny król · c7 – Biały skoczek · b6 – Biały król · c6 – Biały skoczek | a8 – Czarny król · c7 – Biały skoczek · b6 – Biały król · c6 – Biały skoczek | 3 |
| 2 | a8 – Czarny król · c7 – Biały skoczek · b6 – Biały król · c6 – Biały skoczek | a8 – Czarny król · c7 – Biały skoczek · b6 – Biały król · c6 – Biały skoczek | a8 – Czarny król · c7 – Biały skoczek · b6 – Biały król · c6 – Biały skoczek | a8 – Czarny król · c7 – Biały skoczek · b6 – Biały król · c6 – Biały skoczek | a8 – Czarny król · c7 – Biały skoczek · b6 – Biały król · c6 – Biały skoczek | a8 – Czarny król · c7 – Biały skoczek · b6 – Biały król · c6 – Biały skoczek | a8 – Czarny król · c7 – Biały skoczek · b6 – Biały król · c6 – Biały skoczek | a8 – Czarny król · c7 – Biały skoczek · b6 – Biały król · c6 – Biały skoczek | 2 |
| 1 | a8 – Czarny król · c7 – Biały skoczek · b6 – Biały król · c6 – Biały skoczek | a8 – Czarny król · c7 – Biały skoczek · b6 – Biały król · c6 – Biały skoczek | a8 – Czarny król · c7 – Biały skoczek · b6 – Biały król · c6 – Biały skoczek | a8 – Czarny król · c7 – Biały skoczek · b6 – Biały król · c6 – Biały skoczek | a8 – Czarny król · c7 – Biały skoczek · b6 – Biały król · c6 – Biały skoczek | a8 – Czarny król · c7 – Biały skoczek · b6 – Biały król · c6 – Biały skoczek | a8 – Czarny król · c7 – Biały skoczek · b6 – Biały król · c6 – Biały skoczek | a8 – Czarny król · c7 – Biały skoczek · b6 – Biały król · c6 – Biały skoczek | 1 |
|   | a                                                                            | b                                                                            | c                                                                            | d                                                                            | e                                                                            | f                                                                            | g                                                                            | h                                                                            |   |

|   | a                                                                                                 | b                                                                                                 | c                                                                                                 | d                                                                                                 | e                                                                                                 | f                                                                                                 | g                                                                                                 | h                                                                                                 |   |
| 8 | h8 – Czarny król · g6 – Biały król · h6 – Biały skoczek · d3 – Czarny pionek · d2 – Biały skoczek | h8 – Czarny król · g6 – Biały król · h6 – Biały skoczek · d3 – Czarny pionek · d2 – Biały skoczek | h8 – Czarny król · g6 – Biały król · h6 – Biały skoczek · d3 – Czarny pionek · d2 – Biały skoczek | h8 – Czarny król · g6 – Biały król · h6 – Biały skoczek · d3 – Czarny pionek · d2 – Biały skoczek | h8 – Czarny król · g6 – Biały król · h6 – Biały skoczek · d3 – Czarny pionek · d2 – Biały skoczek | h8 – Czarny król · g6 – Biały król · h6 – Biały skoczek · d3 – Czarny pionek · d2 – Biały skoczek | h8 – Czarny król · g6 – Biały król · h6 – Biały skoczek · d3 – Czarny pionek · d2 – Biały skoczek | h8 – Czarny król · g6 – Biały król · h6 – Biały skoczek · d3 – Czarny pionek · d2 – Biały skoczek | 8 |
| 7 | h8 – Czarny król · g6 – Biały król · h6 – Biały skoczek · d3 – Czarny pionek · d2 – Biały skoczek | h8 – Czarny król · g6 – Biały król · h6 – Biały skoczek · d3 – Czarny pionek · d2 – Biały skoczek | h8 – Czarny król · g6 – Biały król · h6 – Biały skoczek · d3 – Czarny pionek · d2 – Biały skoczek | h8 – Czarny król · g6 – Biały król · h6 – Biały skoczek · d3 – Czarny pionek · d2 – Biały skoczek | h8 – Czarny król · g6 – Biały król · h6 – Biały skoczek · d3 – Czarny pionek · d2 – Biały skoczek | h8 – Czarny król · g6 – Biały król · h6 – Biały skoczek · d3 – Czarny pionek · d2 – Biały skoczek | h8 – Czarny król · g6 – Biały król · h6 – Biały skoczek · d3 – Czarny pionek · d2 – Biały skoczek | h8 – Czarny król · g6 – Biały król · h6 – Biały skoczek · d3 – Czarny pionek · d2 – Biały skoczek | 7 |
| 6 | h8 – Czarny król · g6 – Biały król · h6 – Biały skoczek · d3 – Czarny pionek · d2 – Biały skoczek | h8 – Czarny król · g6 – Biały król · h6 – Biały skoczek · d3 – Czarny pionek · d2 – Biały skoczek | h8 – Czarny król · g6 – Biały król · h6 – Biały skoczek · d3 – Czarny pionek · d2 – Biały skoczek | h8 – Czarny król · g6 – Biały król · h6 – Biały skoczek · d3 – Czarny pionek · d2 – Biały skoczek | h8 – Czarny król · g6 – Biały król · h6 – Biały skoczek · d3 – Czarny pionek · d2 – Biały skoczek | h8 – Czarny król · g6 – Biały król · h6 – Biały skoczek · d3 – Czarny pionek · d2 – Biały skoczek | h8 – Czarny król · g6 – Biały król · h6 – Biały skoczek · d3 – Czarny pionek · d2 – Biały skoczek | h8 – Czarny król · g6 – Biały król · h6 – Biały skoczek · d3 – Czarny pionek · d2 – Biały skoczek | 6 |
| 5 | h8 – Czarny król · g6 – Biały król · h6 – Biały skoczek · d3 – Czarny pionek · d2 – Biały skoczek | h8 – Czarny król · g6 – Biały król · h6 – Biały skoczek · d3 – Czarny pionek · d2 – Biały skoczek | h8 – Czarny król · g6 – Biały król · h6 – Biały skoczek · d3 – Czarny pionek · d2 – Biały skoczek | h8 – Czarny król · g6 – Biały król · h6 – Biały skoczek · d3 – Czarny pionek · d2 – Biały skoczek | h8 – Czarny król · g6 – Biały król · h6 – Biały skoczek · d3 – Czarny pionek · d2 – Biały skoczek | h8 – Czarny król · g6 – Biały król · h6 – Biały skoczek · d3 – Czarny pionek · d2 – Biały skoczek | h8 – Czarny król · g6 – Biały król · h6 – Biały skoczek · d3 – Czarny pionek · d2 – Biały skoczek | h8 – Czarny król · g6 – Biały król · h6 – Biały skoczek · d3 – Czarny pionek · d2 – Biały skoczek | 5 |
| 4 | h8 – Czarny król · g6 – Biały król · h6 – Biały skoczek · d3 – Czarny pionek · d2 – Biały skoczek | h8 – Czarny król · g6 – Biały król · h6 – Biały skoczek · d3 – Czarny pionek · d2 – Biały skoczek | h8 – Czarny król · g6 – Biały król · h6 – Biały skoczek · d3 – Czarny pionek · d2 – Biały skoczek | h8 – Czarny król · g6 – Biały król · h6 – Biały skoczek · d3 – Czarny pionek · d2 – Biały skoczek | h8 – Czarny król · g6 – Biały król · h6 – Biały skoczek · d3 – Czarny pionek · d2 – Biały skoczek | h8 – Czarny król · g6 – Biały król · h6 – Biały skoczek · d3 – Czarny pionek · d2 – Biały skoczek | h8 – Czarny król · g6 – Biały król · h6 – Biały skoczek · d3 – Czarny pionek · d2 – Biały skoczek | h8 – Czarny król · g6 – Biały król · h6 – Biały skoczek · d3 – Czarny pionek · d2 – Biały skoczek | 4 |
| 3 | h8 – Czarny król · g6 – Biały król · h6 – Biały skoczek · d3 – Czarny pionek · d2 – Biały skoczek | h8 – Czarny król · g6 – Biały król · h6 – Biały skoczek · d3 – Czarny pionek · d2 – Biały skoczek | h8 – Czarny król · g6 – Biały król · h6 – Biały skoczek · d3 – Czarny pionek · d2 – Biały skoczek | h8 – Czarny król · g6 – Biały król · h6 – Biały skoczek · d3 – Czarny pionek · d2 – Biały skoczek | h8 – Czarny król · g6 – Biały król · h6 – Biały skoczek · d3 – Czarny pionek · d2 – Biały skoczek | h8 – Czarny król · g6 – Biały król · h6 – Biały skoczek · d3 – Czarny pionek · d2 – Biały skoczek | h8 – Czarny król · g6 – Biały król · h6 – Biały skoczek · d3 – Czarny pionek · d2 – Biały skoczek | h8 – Czarny król · g6 – Biały król · h6 – Biały skoczek · d3 – Czarny pionek · d2 – Biały skoczek | 3 |
| 2 | h8 – Czarny król · g6 – Biały król · h6 – Biały skoczek · d3 – Czarny pionek · d2 – Biały skoczek | h8 – Czarny król · g6 – Biały król · h6 – Biały skoczek · d3 – Czarny pionek · d2 – Biały skoczek | h8 – Czarny król · g6 – Biały król · h6 – Biały skoczek · d3 – Czarny pionek · d2 – Biały skoczek | h8 – Czarny król · g6 – Biały król · h6 – Biały skoczek · d3 – Czarny pionek · d2 – Biały skoczek | h8 – Czarny król · g6 – Biały król · h6 – Biały skoczek · d3 – Czarny pionek · d2 – Biały skoczek | h8 – Czarny król · g6 – Biały król · h6 – Biały skoczek · d3 – Czarny pionek · d2 – Biały skoczek | h8 – Czarny król · g6 – Biały król · h6 – Biały skoczek · d3 – Czarny pionek · d2 – Biały skoczek | h8 – Czarny król · g6 – Biały król · h6 – Biały skoczek · d3 – Czarny pionek · d2 – Biały skoczek | 2 |
| 1 | h8 – Czarny król · g6 – Biały król · h6 – Biały skoczek · d3 – Czarny pionek · d2 – Biały skoczek | h8 – Czarny król · g6 – Biały król · h6 – Biały skoczek · d3 – Czarny pionek · d2 – Biały skoczek | h8 – Czarny król · g6 – Biały król · h6 – Biały skoczek · d3 – Czarny pionek · d2 – Biały skoczek | h8 – Czarny król · g6 – Biały król · h6 – Biały skoczek · d3 – Czarny pionek · d2 – Biały skoczek | h8 – Czarny król · g6 – Biały król · h6 – Biały skoczek · d3 – Czarny pionek · d2 – Biały skoczek | h8 – Czarny król · g6 – Biały król · h6 – Biały skoczek · d3 – Czarny pionek · d2 – Biały skoczek | h8 – Czarny król · g6 – Biały król · h6 – Biały skoczek · d3 – Czarny pionek · d2 – Biały skoczek | h8 – Czarny król · g6 – Biały król · h6 – Biały skoczek · d3 – Czarny pionek · d2 – Biały skoczek | 1 |
|   | a                                                                                                 | b                                                                                                 | c                                                                                                 | d                                                                                                 | e                                                                                                 | f                                                                                                 | g                                                                                                 | h                                                                                                 |   |

## Znane motywy matowe
Najszybszym możliwym matem jest mat szkolny zwany też matem kooperacyjnym dany białym w drugim posunięciu. Ten mat powstaje jedynie wtedy, gdy białe popełniają duże błędy w debiucie.
Innym przykładem popularnego motywu jest mat szewski, który następuje po 3 posunięciach.
Pozycje matowe od najwcześniejszych czasów zajmowały miłośników królewskiej gry jako najbardziej emocjonujący element partii. W szachowej literaturze opisano tysiące pomysłowych matów. Niektóre z nich doczekały się swoich nazw, często od nazwiska szachisty, który pierwszy zastosował lub opisał motyw matowy. Do najbardziej znanych należą mat Beniowskiego, mat Bodena, mat Damiano i mat Legala.